# Martin von Cassian
Johann Martin von Cassian, (seit 1867) Ritter von Cassian (* 29. Oktober 1812 in Hanau; † 1906), war ein deutsch-österreichischer Unternehmer, der für seine Verdienste in den österreichischen Ritterstand erhoben worden ist.
Er stammte aus Hessen und ging nach Österreich, wo er in Wien Generaldirektor der l. k.k. priv. Donaudampfschiffahrtsgesellschaft wurde. Als solcher erhielt er zahlreiche Auszeichnungen, darunter den Orden der Eisernen Krone (Österreich), der mit der Erhebung in den Ritterstand verbunden war. Bei der Donauschifffahrt war er von 1862 bis 1887 im Amt.
Zu seinem 25-jährigen Dienstjubiläum wurde eine Medaille geprägt.